# Michael Witney
Whitney Michael Armstrong, né le 21 novembre 1931 à Ticonderoga et mort le 30 novembre 1983 à New York, est un acteur américain.

## Biographie
Dans sa jeunesse, il joue au baseball dans les équipes des Hornell Dodgers et des Great Falls Electrics. Il se marie en secondes noces avec le mannequin britannique Twiggy, en 1977, ils auront une fille. Il meurt à l'âge de 52 ans d'une crise cardiaque,.

## Filmographie

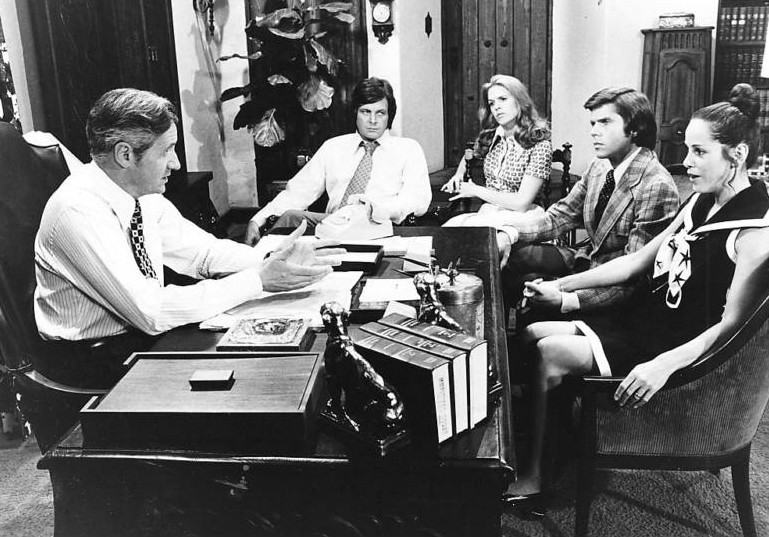
Photo prise le 5 Septembre 1972. Lors du tournage de la série Owen Marshall, Counselor at Law, de gauche à droite Arthur Hill, Michael Witney, Sharon Gless, John Davidson et Louise Sorel.

- 1967 : La Route de l'Ouest (film) : Johnnie Mack
- 1970 : Darling Lili : Lt. Youngblood Carson
- 1971 : Doc : Ike Clanton
- 1971 : Head On : Steve
- 1972 : The Catcher : Noah
- 1974 : W de Richard Quine : Ben Lewis
- 1980 : There Goes the Bride : Bill Shorter